# Club Deportivo Huachipato
O Club Deportivo Huachipato é um clube de futebol profissional chileno. Sua sede fica na cidade de Talcahuano, na Província de Concepción. O clube é o principal clube do sul do Chile e atualmente disputa a primeira divisão do Campeonato Chileno. As cores do clube são preto e azul.

## História
O Huachipato foi fundado em 7 de julho de 1947 por trabalhadores da Companhia Siderúrgica Huachipato. O clube só começou a participar de competições profissionais em 1965, quando estreou na Segunda Divisão do Chile. Logo em seguida, já conseguiu subir para a Primeira Divisão e, em 1974, foi campeão do Campeonato Chileno pela primeira vez. Assim, estreou na Libertadores no ano seguinte, mas não conseguiu passar da fase de grupos. Tragicamente, o clube ficou um longo período longe dos holofotes, chegando a ser rebaixado várias vezes.
Somente em 2006 conseguiu voltar a disputar um torneio continental, quando estreou na Copa Sul-Americana. Aos poucos, o Huachipato foi retomando os tempos de glória e, em 2012, ganhou pela segunda vez o Campeonato Chileno depois de 38 anos de jejum. Desse modo, retornou à Libertadores em 2013, na qual fez uma boa campanha na fase de grupos, conseguindo até ganhar do Grêmio por 2-1 em plena Arena do Grêmio, porém não foi suficiente para passar para as oitavas de final.
Após vencer pela terceira vez o Campeonato Chileno em 2023, “Los acereros” participaram mais uma vez da Libertadores em 2024. Ficou em um grupo difícil junto com The Strongest, Estudiantes e Grêmio. Até conseguiu fazer uma boa campanha, obtendo vitórias históricas de visitante contra Grêmio e Estudiantes. Mas não foi suficiente para avançar de fase, assim terminou em terceiro do grupo novamente.

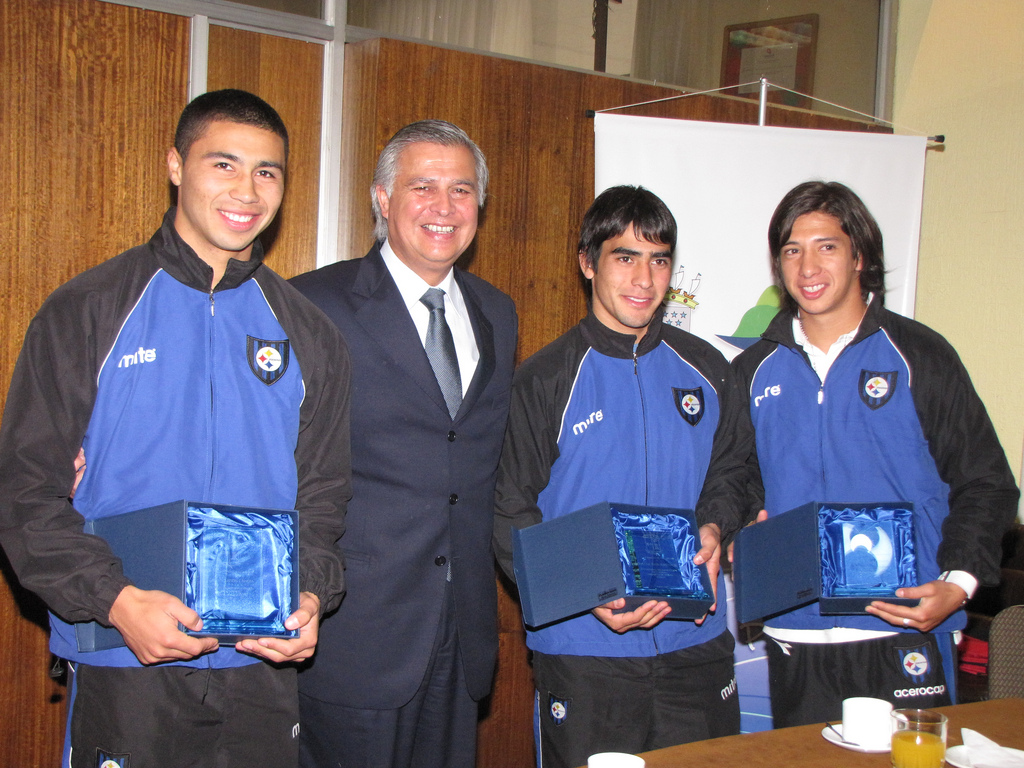
Jogadores do C.D. Huachipato recebem prêmio.

## Rivalidades
Os principais rivais dos "Acereros" são o Naval (com quem faz o "Clásico Chorero"), o Deportes Concepción e a Universidad de Concepción.

## Uniformes
- Uniforme titular: Camisa azul-escuro com listras verticais pretas e detalhes brancos nas mangas, calção preto com listras azuis nas laterais e meias azuis com anéis brancos na parte superior;
- Uniforme reserva: Camisa branca com uma faixa diagonal metade azul e metade preta com detalhes azuis nas mangas, calção branco com listras azuis nas laterais e meias brancas com anéis azuis na parte superior.

## Títulos
| NACIONAIS | NACIONAIS                         | NACIONAIS | NACIONAIS           |
|           | Competição                        | Títulos   | Temporadas          |
| --------- | --------------------------------- | --------- | ------------------- |
| Chile     | Campeonato Chileno                | 3         | 1974, 2012-C e 2023 |
| Chile     | Campeonato Chileno da 2.ª Divisão | 1         | 1966                |
| Chile     | Torneio Apertura da 2.ª Divisão   | 2         | 1979 e 1983         |

Legenda:
A - Apertura
C - Clausura

## Estatísticas

### Campanhas de destaque
| Club Deportivo Huachipato | Club Deportivo Huachipato | Club Deportivo Huachipato | Club Deportivo Huachipato               | Club Deportivo Huachipato               |
| Torneio                   | Campeão                   | Vice-campeão              | Terceiro colocado                       | Quarto colocado                         |
| ------------------------- | ------------------------- | ------------------------- | --------------------------------------- | --------------------------------------- |
| Campeonato Chileno        | 3 (1974, 2012-C, 2023     | 0 (não possui)            | 3 (1973, 1975, 2015-C)                  | 1 (2007-A)                              |
| Campeonato Chileno        | 3 (1974, 2012-C, 2023     | 0 (não possui)            | 3 (2004-A, 2005-A, 2006-A)*             |                                         |
| Copa Chile                | 0 (não possui)            | 1 (2013-14)               | 6 (1974, 1975, 1985, 2008, 2017, 2022)* | 6 (1974, 1975, 1985, 2008, 2017, 2022)* |
| Supercopa do Chile        | 0 (não possui)            | 1 (2024)                  | —                                       | —                                       |

Legenda: (*) semifinais

### Participações
|  | Participações em 2025 |

| Competição           | Competição        | Temporadas                         | Anos                                  |
| Ligas nacionais      |                   |                                    |                                       |
| Chile                | Primeira divisão  | 52                                 | 1967-1978, 1983-1990, 1992, 1995-     |
| Chile                | Segunda divisão   | 9                                  | 1965-1966, 1979-1982, 1991, 1993-1994 |
| Copas internacionais |                   |                                    |                                       |
|                      | Copa Libertadores | 3                                  | 1975, 2013, 2024                      |
| Copa Sul-Americana   | 6                 | 2006, 2014, 2015, 2020, 2021, 2024 |                                       |

## Sedes e estádios

### CAP

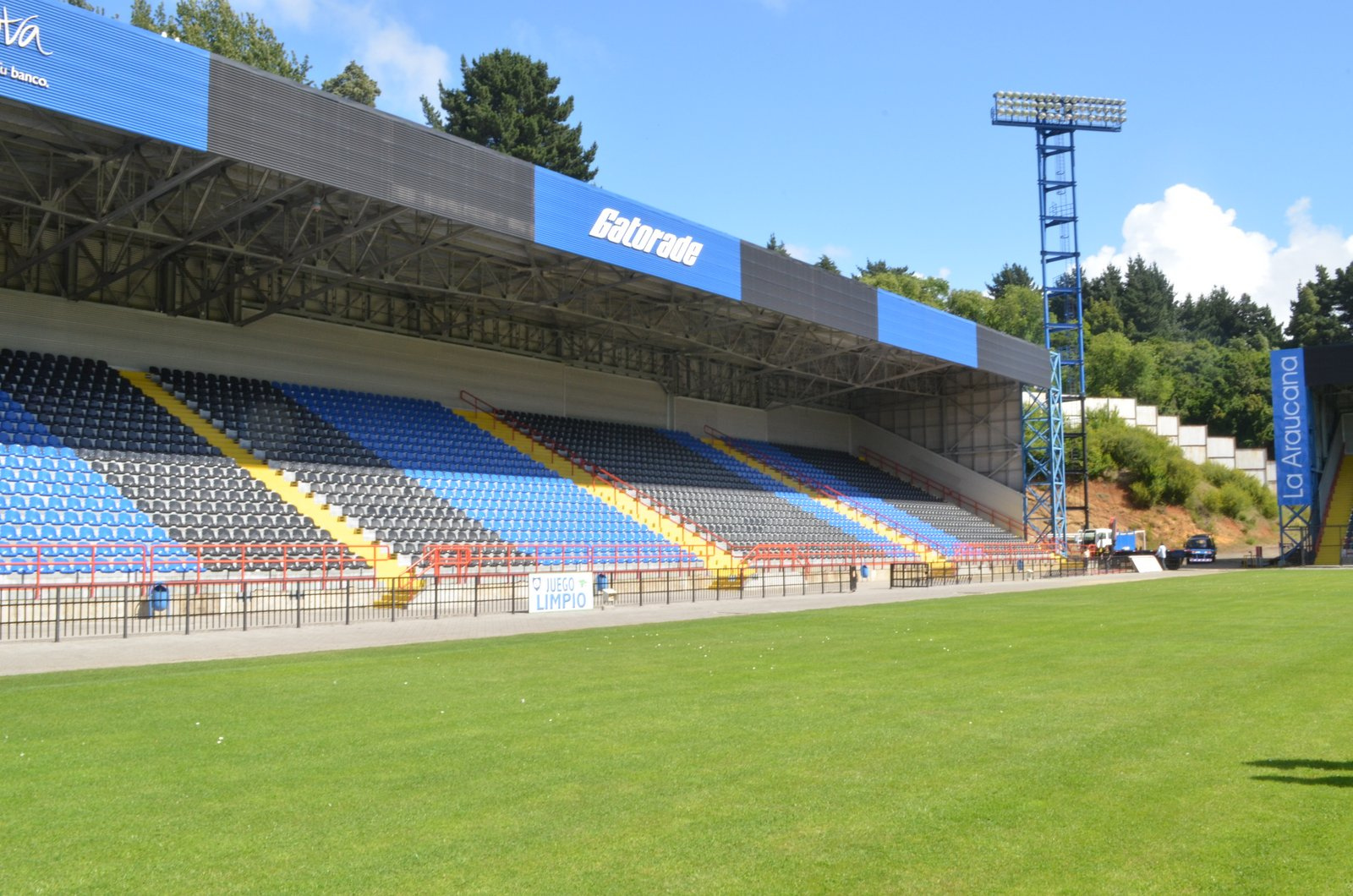
Vista do estádio CAP, do time chileno huachipato.

O Huachipato manda seus jogos no Estádio CAP cuja capacidade é de 10 500 lugares. Está localizado na cidade de Talcahuano, na região de Bío-Bío no Chile. O Huachipato é um dos quatro clubes chilenos que possuem estádio próprio. É um dos estádios mais modernos do Chile.

Sua construção começou em julho de 2008 com a demolição do antigo Estadio Las Higueras, de propriedade do mesmo clube. O estádio foi nomeado CAP devido à Compañía de Acero del Pacífico (CAP), empresa siderúrgica que financiou a construção do estádio.